# Ehrenmal für die Gefallenen im Ersten Weltkrieg (Bützow)
Das  Ehrenmal für die Gefallenen im Ersten Weltkrieg war ein Kriegerdenkmal in Bützow im Landkreis Rostock in Mecklenburg.

## Architektur
Auf einem gemauerten Sockel erhebte sich ein großer, dreieckiger Steinblock, gefertigt aus miteinander verbundenen Striegauer Granitplatten des Granitwerks C.F. Lehmann. Die Wände des Blocks waren abgestuft und mit Vertiefungen versehen. Die Frontseite wurde im oberen Bereich von einem Relief eines Stahlhelms mit Eichenlaub geschmückt, darunter befand sich eine großflächige Widmung. An den hinteren drei Seiten waren die Namen der Gefallenen eingemeißelt.
Vorderseite:

## Geschichte
Bereits im Jahr 1920 setzte sich der Kriegerverein Bützow unter der Leitung von Robert von Schalburg, Forstmeister in den Domanialämtern Bützow, Schwaan und Toitenwinkel, für die Errichtung eines Ehrenmals für die gefallenen Bützower Soldaten ein. Dank einer gemeinsamen Spendenaktion des Kriegervereins und der Stadt Bützow sowie großzügiger Zuwendungen der Kaufleute Gustav Schröder und Julius Horwitz sowie des Mühlenpächters August Propp konnte das Vorhaben verwirklicht werden. Am 7. August 1927 wurde im Hain gegenüber der alten Molkerei in der Neuen Bahnhofstraße der Grundstein für das Kriegerdenkmal gelegt. Das von dem Bildhauer Paul Wallat entworfene Denkmal wurde am 2. Oktober 1927 feierlich eingeweiht.

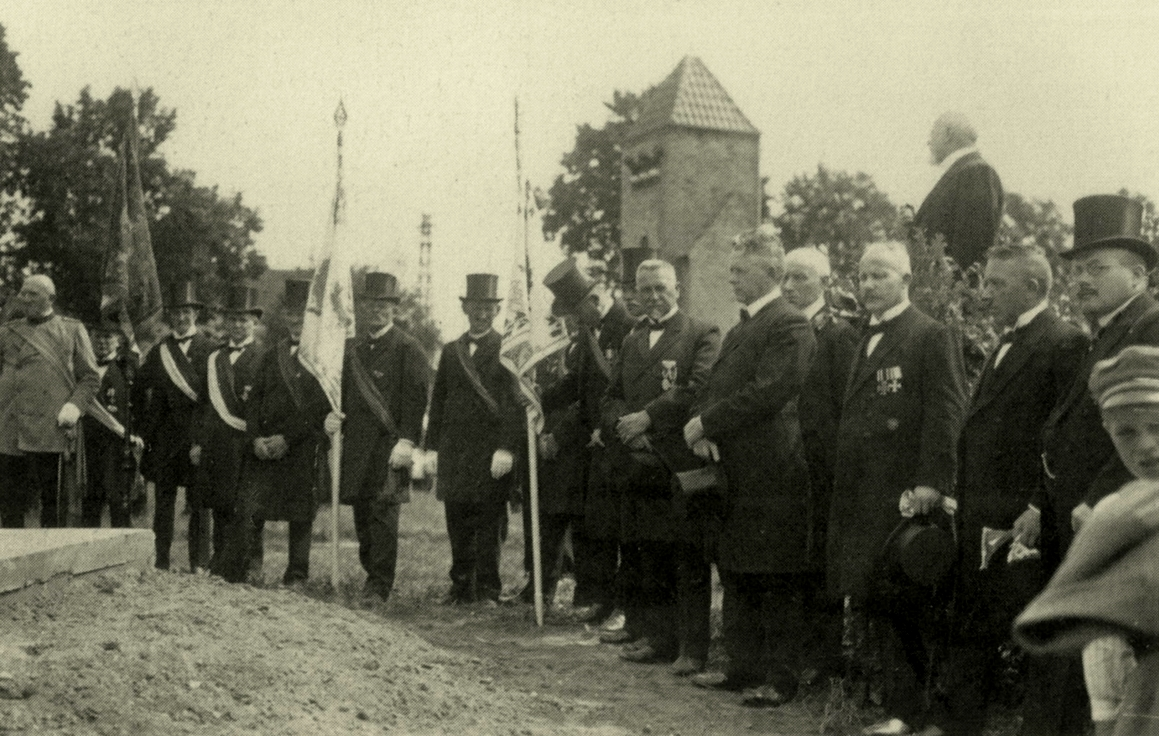
Grundsteinlegung Ehrenmal
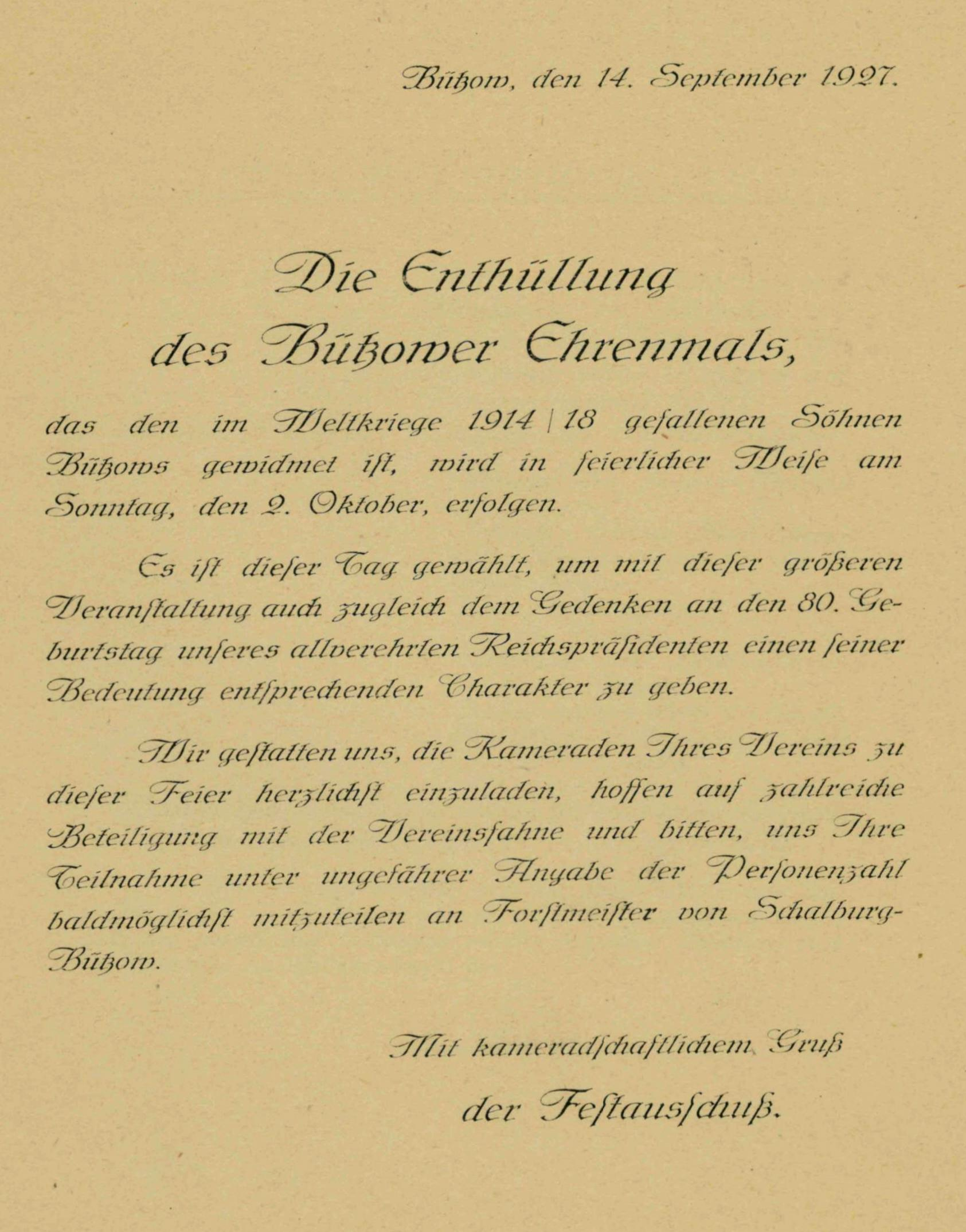
Einladung zur Enthüllung des Ehrenmals

## Abtragung
Trotz massiver Proteste der Bevölkerung wurde das Ehrenmal im Jahr 1949 abgetragen, um Platz für den Neubau eines Kindergartens zu schaffen. Bis 1960 lagen die einzelnen Teile des abgetragenen Denkmals auf den Wiesen hinter dem VEB Bau Bützow in der Bahnhofstraße.